# Jimmy Scott
Jimmy Scott (Cleveland, Ohio, Estados Unidos, 17 de julio de 1925-Las Vegas, Nevada, Estados Unidos, 12 de junio de 2014), también conocido como Little Jimmy Scott, fue un cantante, actor y productor estadounidense de jazz, pop y rhythm and blues.  

## Biografía
Cantó por primera vez en la iglesia. Su madre murió en un accidente de tráfico cuando él tenía 13 años, lo que supuso que fuese educado por unos padres adoptivos. Jimmy sufría de una extraña enfermedad hereditaria llamada síndrome de Kallman que le impidió experimentar la pubertad, lo que le supuso detener su crecimiento cuando su altura aún no llegaba al metro sesenta y que su voz no cambiase respecto de la de su niñez. 
Comenzó a cantar profesionalmente en los años cuarenta, participando en varios espectáculos itinerantes. En 1948, se unió a la orquesta de Lionel Hampton e hizo su primera grabación con él para la compañía Decca en enero de 1950. Una de las canciones de esas sesiones, "Everybody's Somebody's Fool", entró en las listas de R&B en octubre de 1950 y se convirtió en un Top Ten hit. Scott dejó a Hampton en 1951 e inició carrera en solitario. Una aparición con la orquesta de Paul Gayten en el Rip's Playhouse en Nueva Orleans ese año fue grabada por la compañía Regal. 
Vivió en Nueva Orleans entre 1951 y 1955, donde grabó temas para los sellos Royal Roost, Coral y Roost Records. Luego, en 1955, se cambió a Savoy Records, que le produjo su primer LP, Very Truly Yours, ese año. En 1957 se pasó a King Records para una serie de sencillos, pero en 1959 regresó a Savoy, que editó su segundo LP, The Fabulous Little Jimmy Scott, en 1960. En 1962, firmó con la compañía de Ray Charles, Tangerine, y grabó su tercer disco, Falling in Love Is Wonderful, pero tuvo que retirar el disco del mercado cuanto Savoy denunció que aún tenía contrato con ella. Este problema lo llevó a abandonar el mundo de la música, y finalmente cogió un trabajo de repartidor en el Sheraton Hotel de Cleveland. En 1969, grabó su cuarto disco, The Source, para Atlantic Records, y en 1975 regresó a Savoy para el quinto, Can't We Begin Again. Pero ninguno de sus discos consiguió éxito comercial, y continuó trabajando lejos de la música.
Scott comenzó de nuevo a cantar en clubes en 1985. En 1990, acompañado por los Jazz Expressions, regresó a los estudios de grabación para J's Way Records. A la muerte de uno de sus colaboradores de toda la vida, el compositor Doc Pomus, Jimmy cantó en su funeral celebrado el 14 de marzo de 1991. La interpretación fue escuchada por Seymour Stein, jefe de un sello subsidiario de Warner Bros., Sire Records, quien le firmó a Scott un contrato. Esto supuso para el cantante un espectacular retorno al mundo del espectáculo. En junio de 1991, Scott apareció en un episodio de la serie de David Lynch Twin Peaks (aparecería también después en películas como Scotch and Milk [1998] y Chelsea Walls [2001]). Cantó en el disco de Lou Reed Magic and Loss (1992).
Su disco All the Way fue realizado por Sire/Blue Horizon/Warner Bros. a finales de 1992 y alcanzó el número cuatro en las listas jazzísticas de Billboard, consiguiendo una nominación al Grammy a las mejor interpretación de jazz vocal (Best Jazz Vocal Performance). El mismo año, cantó en la banda sonora de las películas Twin Peaks: Fire Walk with Me y Glengarry Glen Ross. En 1993, Rhino Records revolvió en los archivos de Atlantic Records para reeditar Lost and Found, añadiendo algún material inédito; el disco alcanzó el número 14 en las listas de jazz. 
Su siguiente disco, Dream (1994, Sire/Blue Horizon/Warner Bros.), llegó al número ocho. Heaven, un disco de góspel y espirituales, apareció en 1996 y alcanzó el número 19. Con él concluyó su contrato con Warner Bros., por lo que pudo grabar Holding Back the Years, para el sello Artists Only! en 1998, llegando al número 14 en las listas. En 2000, se cambió a Milestone Records, y Mood Indigo se situó en el número 17. A pesar de pasar de los 75 años, continuó grabando frecuentemente, realizando Over the Rainbow en 2001, But Beautiful en 2002 y Moon Glow en 2003. All of Me: Live in Tokyo apareció en 2004. Savoy Jazz editó All or Nothing at All en 2005.
Falleció el 13 de junio de 2014 a los 88 años.

## Discografía
- 1955, If You Only Knew
- 1960, The Fabulous Songs of Jimmy Scott
- 1963, Falling in Love Is Wonderful
- 1969, The Soul of Little Jimmy Scott
- 1969, The Fabulous Voice of Jimmy Scott
- 1970, The Source
- 1990, Jimmy Scott
- 1992, Regal Records Live in New Orleans
- 1992, All the Way
- 1994, Very Truly Yours
- 1995, Dream
- 1996, Heaven
- 1998, Holding Back the Years
- 1999, Little Jimmy Scott
- 2000, Mood Indigo
- 2001, Over the Rainbow
- 2002, But Beautiful
- 2003, Jimmy Scott: If You Only Knew (DVD)
- 2003, Moon Glow (2003)
- 2004, All of Me: Live in Tokyo
- 2008, Holding Back The Years
- 2016, I Go Back Home